# Municipio de Silverton
El municipio de Silverton (en inglés: Silverton Township) es un municipio ubicado en el condado de Pennington en el estado estadounidense de Minnesota. En el año 2010 tenía una población de 187 habitantes y una densidad poblacional de 2,71 personas por km².

## Geografía
El municipio de Silverton se encuentra ubicado en las coordenadas 48°8′21″N 96°2′45″O / 48.13917, -96.04583. Según la Oficina del Censo de los Estados Unidos, el municipio tiene una superficie total de 69.06 km², de la cual 69,06 km² corresponden a tierra firme y (0 %) 0 km² es agua.

## Demografía
Según el censo de 2010, había 187 personas residiendo en el municipio de Silverton. La densidad de población era de 2,71 hab./km². De los 187 habitantes, el municipio de Silverton estaba compuesto por el 98,4 % blancos, el 0,53 % eran afroamericanos, el 0,53 % eran asiáticos y el 0,53 % eran de una mezcla de razas. Del total de la población el 0 % eran hispanos o latinos de cualquier raza.